# Informazione traduttiva necessaria
L'informazione traduttiva necessaria è quell'insieme di elementi extratestuali e spesso extraverbali necessari a effettuare le scelte per l'attualizzazione di un testo.
Il semiotico bulgaro Aleksandăr Lûdskanov (1926-1976) riteneva che fosse necessario avere un approccio scientifico alla traduzione per fornire una definizione generale di processo traduttivo. La ricerca di un'automazione del processo traduttivo, viva negli anni sessanta, è stata estremamente utile e interessante perché ha spinto i semiotici a scandagliare il processo traduttivo isolandone razionalmente tutte le fasi e componenti. Anche se questo studio ha fallito nel suo scopo ultimo di creare un modello traduttivo universale, la scomposizione del processo traduttivo ci ha permesso di analizzarlo meglio.

## Linguaggi naturali vs. linguaggi artificiali
L'approccio di Lûdskanov mette subito in chiaro che non può esistere una traduzione completa e che la presenza di un residuo comunicativo è pressoché inevitabile. Partendo da questo presupposto, è possibile stabilire una serie di priorità nel prototesto e scegliere il residuo in maniera volontaria, non casuale. Quella parte che sarà giudicata indispensabile nel passaggio dalla cultura emittente a quella ricevente, e che quindi non potrà essere sacrificata, è chiamata “invariante”.
La traduzione verbale interlinguistica consiste nel passaggio da una lingua naturale a un'altra lingua naturale e il modo migliore per mettere in luce i tratti specifici dei linguaggi naturali è confrontarli con i linguaggi artificiali. I linguaggi artificiali si fondano sulla certezza che il significato di ciascun elemento è rigorosamente predeterminato e indipendente dal contesto: si fondano cioè sul principio della corrispondenza biunivoca. Questa loro caratteristica semplifica al massimo i processi di analisi, produzione e sintesi propri della traduzione, perché si riduce alla sostituzione “meccanica” di un elemento con un altro all'interno di un codice prestabilito. Completamente diverso è il caso dei linguaggi naturali, che non si fondano sul principio della corrispondenza biunivoca, ma sono composti da elementi polisemici, si distinguono per omonimia, sinonimia e i loro sistemi sono strutturati a vari livelli. Per tutte queste ragioni i processi di analisi, produzione e sintesi presuppongono scelte non predeterminate e non meccaniche, bensì “creative”. La traduzione verbale interlinguistica è quindi un insieme di trasformazioni creative che mirano a conservare un'informazione invariante rispetto a un certo sistema di riferimento.

## L'informazione traduttiva necessaria
Solo uno sciocco può credere che per tradurre una buona conoscenza delle due lingue coinvolte sia sufficiente. Anche se si conoscono i verbi, i pronomi, la struttura della frase, non è possibile tradurre in modo appropriato neanche il più semplice dei messaggi, come “How are you?”, senza essere informato circa il livello di conoscenza reciproca tra chi parla e chi ascolta. In base a questa informazione fondamentale, la traduzione potrebbe essere “Come stai?” o “Come sta?” o “Come state?”. Si tratta di un semplice esempio di informazione extralinguistica.
Nella maggior parte dei casi, in traduzione, un'espressione linguistica è in sé intraducibile se si prescinde dal contesto. Per tradurre qualsiasi messaggio verbale, bisogna innanzitutto comprenderlo. Gli elementi dei linguaggi naturali sono intraducibili in assenza di contesto perché se analizzati indipendentemente dal resto non permettono di estrapolare una quantità sufficiente di informazioni per decodificare e tradurre. Il traduttore deve quindi disporre di una quantità di informazioni maggiore di quella ricavabile dal testo. Chiamiamo “informazione traduttiva necessaria” l'insieme delle informazioni su un'espressione o una data struttura linguistica che il traduttore deve procurarsi per poterla comprendere e quindi tradurre. Il traduttore può procurarsi questa informazione traduttiva necessaria in primo luogo mediante un'analisi del senso (ossia facendo riferimento al contesto dell'espressione da tradurre nel prototesto) e in secondo luogo rifacendosi al sistema della cultura emittente da lui interiorizzato. A volte, però, l'informazione ricavata non è ancora sufficiente, in quanto la scelta del traduttore deve essere condizionata anche dalla conoscenza dell'epoca, dai tratti peculiari dell'opera, dalla visione stilistica e dal punto di vista estetico dell'autore, insomma, dalla sua visione del mondo. In tutti questi casi si dice che il traduttore fa riferimento alla realtà e tale riferimento è imprescindibile da un'analisi extralinguistica. Ne deriva che la realizzazione della prima fase di questa operazione, l'analisi, è finalizzata a estrapolare l'informazione veicolata dal prototesto. Tale estrapolazione presuppone una decodifica, ossia un'identificazione univoca (una scelta) dei significati attualizzati degli elementi linguistici del prototesto. Questa scelta può essere effettuata soltanto disponendo di una serie di dati complementari e dall'insieme dei dati che è possibile ricavare dall'analisi del singolo elemento linguistico. Questo costituisce l'informazione traduttiva necessaria.
In sostanza, l'informazione traduttiva necessaria comprende tutto quello che il traduttore deve sapere per realizzare una comunicazione totale. Certo capita che a volte, per svariati motivi, il traduttore non sia in grado di estrapolare l'informazione traduttiva necessaria alcune cause dell'intraducibilità linguistica vanno ricercate proprio nel rapporto tra informazione necessaria e informazione disponibile.

## Concezione scientifica vs. letteraria
Sempre secondo Lûdskanov, alcuni traduttori sbagliano nel credere che – poiché i diversi tipi di testo da tradurre si caratterizzano per l'impiego di elementi linguistici di un certo tipo e poiché questi elementi linguistici hanno gradi diversi di corrispondenza – il grado di precisione della traduzione dei diversi tipi di testo debba variare. Sbagliano anche nel credere che il grado di libertà che il traduttore può permettersi varia a seconda della tipologia testuale. Ciò che non comprendono è che dietro la differenza formale c'è un'invariante comune: la funzionalità che hanno, l'informazione che veicolano. Dato che il processo traduttivo può avere un solo scopo, ossia riportare un messaggio, anche il grado di precisione della traduzione deve essere sempre uguale e non può variare in base alla tipologia testuale che si traduce. I “letteralisti” sostengono che la traduzione letteraria si differenzi da quella professionale per gli elementi extratestuali che contiene, ma la componente emozionale, connotativa, presente nel testo poetico non presuppone un'identica componente emozionale anche nell'atteggiamento del traduttore: uno dei paradossi della traduzione sta proprio nella pretesa di creare un testo “spontaneo”; ma un testo tradotto è per forza di cose il frutto di un processo mentale razionale e di conseguenza non ha in sé nulla di spontaneo. Il fatto che l'oggetto della traduzione sia un testo artistico, quindi, non presuppone che debba esserlo anche il metodo e non c'è di conseguenza nessun motivo per distinguere la traduzione di un testo di narrativa dalla traduzione di un testo scientifico e da tutti gli altri tipi di traduzione. Il grado di precisione necessario in traduzione non varia a seconda del genere testuale tradotto, ma in base all'esattezza degli strumenti possibili. La conclusione che trae Lûdskanov è questa:
(Aleksandăr Lûdskanov, Prevezhdat chovekt i machinate, Sofia: Nauka i Izkustvo, 1967)